# Парова насосна станція Вауда
Паронасосна станція DF Wouda (ir. D.F. Woudagemaal) є насосною станцією в Нідерландах і найбільшою все ще діючою паровою насосною станцією у світі. 7 жовтня 1920 року королева Вільгельміна відкрила насосну станцію. Вона була побудована для відкачування надлишкової води з Фрисландії, провінції на півночі Нідерландів. У 1967 році 47-річні вугільні печі були переобладнані для роботи на мазуті. Вона має пропускну здатність 4 000 м3/хв (1 100 000 гал. США/хв). Насосна станція наразі використовується для доповнення існуючої насосної потужності JL Hooglandgemaal у Ставорені на випадок надзвичайно високого рівня води у Фрисландії, який зазвичай трапляється кілька разів на рік.
-4 тандемні з'єднані, поршневі парові двигуни, із тарілчастими клапанами:
- Циліндр високого тиску односторонньої дії, 0,5 м діаметра.
- Циліндр низького тиску подвійної дії, однопоточний випуск, 0,85 м діаметра.
- Хід: 1,0 м
- 500 Потужність, 373 кіловат

-8 горизонтальних, подвійних всмоктуючих, готових, відцентрових насосів: 500 м³ за хвилину, 125 000 GPM, 180 MGD:
- швидкість обертання: від 95 до 115 об/хв, діаметр робочого колеса 1,70 м.

Із 1998 р. ір. DF Woudagemaal занесено до списку Світової спадщини ЮНЕСКО.
Станція відкрита для відвідувачів, де регулярно проводяться екскурсії.

## Місцезнаходження
Насосна станція розташована в Tacozijl недалеко від Леммера.

## Зовнішні посилання
- Official website
- Visit site in 360° panophotography

1. ↑  * Назва в офіційному англомовному списку